# Le Chapelier fou (roman)
Pour les articles homonymes, voir Chapelier fou.
Le Chapelier fou — The Mad Hatter Mystery dans l'édition originale en anglais — est un roman policier américain de John Dickson Carr publié en 1933. C'est le 2e roman de la série mettant en scène le personnage du Dr Gideon Fell, lequel reste passif durant les trois quarts du roman et qui résout l'énigme dans les deux derniers chapitres.
Le roman évoque les agissements mystérieux d'un étrange personnage surnommé par la presse Le Chapelier fou, qui à Londres dérobe des chapeaux aux membres de l'élite et les expose ensuite sur des monuments à des endroits incongrus. Mais le cadavre de Philipp Driscoll, transpercé d'un carreau d'arbalète, qui s'était intéressé à l'affaire du Chapelier Fou et qui avait rédigé des chroniques à ce sujet dans des journaux, est découvert non loin de la Tour de Londres. Son corps est coiffé d'un haut-de-forme. Il était le neveu de sir William Britton, à qui le chapeau avait été volé récemment. Or sir William Bitton, victime à deux reprises du « Chapelier fou », a subi un vol à son domicile d'un précieux manuscrit autographe d'Edgar Poe. On ignore si le vol de ce manuscrit et la mort de son neveu sont liés ou sont le fruit d'une coïncidence.

## Principaux personnages
- La victime
  - Philip Driscoll : environ 25 ans ; journaliste et écrivain ; neveu de William Bitton.

- Les  enquêteurs
  - Gideon Fell : lexicographe, historiographe et criminologue.
  - Humphrey Hadley : inspecteur-chef de la brigade criminelle, chargé de l’enquête.
  - Ted Rampole : assistant de Gideon Fell.

- Les suspects
  - William Bitton : membre de l'aristocratie ; oncle de Philip Driscoll.
  - Lester Bitton : frère de William Bitton.
  - Laura Bitton : épouse de William Bitton.
  - Sheila Bitton : fille de Laura et William Bitton.
  - Julius Arbor : Américain ; riche collectionneur.
  - Général Mason : gouverneur de la Tour de Londres.
  - Robert Dalrye : adjoint du général Mason ; ami de Philip Driscoll et fiancé de Sheila Bitton.
  - Amanda Larkin : voisine de Philipp Driscoll et concierge de l'immeuble au rez-de-chaussée.
  - Theophilus Marks : majordome de William Bitton.

## Résumé
Le roman comporte 21 chapitres.

### Mise en place de l'intrigue
Cette section concerne les chapitres 1 à 3 du roman.
Depuis quelques semaines, dans les rues de Londres, un inquiétant personnage, que la presse surnomme Le Chapelier fou, dérobe des chapeaux aux membres de l'élite et à des officiers au service de l'État. Le farceur les expose ensuite sur des monuments, à des endroits incongrus ou en coiffe des animaux.
Un soir, dans un pub, sir William Bitton, victime à deux reprises du farceur, s'entretient pourtant d'une toute autre affaire avec l'inspecteur Hadley, le Dr Gideon Fell et le jeune Tad Rampole (Ted Rampole en français) : le vol à son domicile d'un précieux manuscrit autographe de l'auteur américain Edgar Poe découvert peu auparavant à Philadelphie. Trop peu d'éléments permettent toutefois aux enquêteurs de trouver une piste. Puis les événements se précipitent.
Transpercé d'un carreau d'arbalète, le cadavre de Philipp Driscoll, neveu de sir Britton qui s'était intéressé à l'affaire du Chapelier Fou et qui avait rédigé des chroniques à ce sujet dans des journaux, est découvert sous l'une des arches de la Tour de Londres. Son corps est coiffé d'un haut-de-forme volé à son oncle la nuit précédente.

### Enquête
Cette section concerne les chapitres 4 à 19 du roman.
Le médecin légiste indique que la victime est morte à 13 h 45, alors que le cadavre n'a été découvert qu'à 14 h 30.
La question se pose aussi de savoir si c'est Philipp Driscoll qui a volé le haut de forme de son oncle, et aussi volé le manuscrit d'Edgar Poe.

### Dénouement et révélations finales
Cette section concerne les chapitres 20 et 21 du roman.
Souhaitant percer dans le milieu fermé du journalisme et de l'écriture, Philip Driscoll avait créé de toutes pièces le mythe du « Chapelier fou ». C'était lui qui avait mis en scène ces canulars.
Concernant la disparition du manuscrit d'Edgar Poe, c'est le majordome de sir Bitton qui avait pris le document, pensant qu'il s'agissait de vieux papiers, et avait mis les papiers dans le haut de forme de son maître pour compenser la taille et l'adapter au tour de tête de son patron. Dans l’optique de son canular suivant, Philip Driscoll avait pris le haut de forme de son oncle et s'était donc trouvé, sans le vouloir et sans le savoir, en possession du manuscrit « volé ». Découvrant la valeur de ces vieux papiers, il en avait parlé à son ami Robert Dalrye. Ce dernier a vu le bénéfice qu'il pourrait tirer de ce manuscrit en le vendant secrètement au collectionneur Julius Arbor. Après avoir éloigné Philip Driscoll de son domicile, Robert Dalrye avait pénétré dans le domicile pour voler le manuscrit. Mais Driscoll, revenu à l'improviste, s'en est pris à Dalrye. Dans le cours de la bagarre, Driscoll s'était empalé accidentellement sur le carreau d'arbalète qu'il avait pris sur la cheminée. Stressé et affolé, Dalrye avait profité du brouillard pour emmener le corps de Driscoll près de la Tour de Londres et le coiffer du haut de forme pour égarer les enquêteurs.
Le docteur Fell découvre la vérité grâce à un mensonge secondaire prononcé par Dalrye : il a prétendu qu'il était parti du domicile de Driscoll « à pied », alors que le témoignage du concierge indiquait que Dalrye était allé « jusqu'à sa voiture ».
Compte tenu des circonstances spéciales de l'affaire, Gideon Fell et Humphrey Hadley sont d'accord pour ne pas révéler la résolution de l'affaire (ouverte du chef d'assassinat) au grand public : une décision de non lieu est rendue pour « auteur inconnu ».

## Autour du roman
Ce roman de John Dickson Carr contient plusieurs références littéraires. Le titre du roman, le surnom du meurtrier et quelques éléments du récit sont autant d'allusions au personnage du Chapelier fou dans Alice au pays des merveilles (1865) de Lewis Carroll. En outre, le manuscrit subtilisé à l'un des personnages est une aventure inédite du Chevalier Auguste Dupin, le limier d'Edgar Poe.
Après Le Gouffre aux sorcières, c'est la deuxième apparition de Tad Rampole (Ted Rampole en français) comme bras droit du Dr Fell. Ted Rampole vient de se marier avec Dorothy Starbeth, rencontrée dans Le Gouffre aux sorcières.

## Éditions
- Éditions originales en anglais
  - (en) John Dickson Carr, The Mad Hatter Mystery, New York, Harper, 1933 — Édition américaine
  - (en) John Dickson Carr, The Mad Hatter Mystery, Londres, Hamish Hamilton, 1933 — Édition britannique

- Éditions françaises
  - John Dickson Carr (auteur) et Joëlle Girardin (traducteur) (trad. de l'anglais), Le Chapelier fou [« The Mad Hatter Mystery »], « in » J.D. Carr, vol. 1 - Dr. Fell (1933-1935), Paris, Librairie des Champs-Élysées, coll. « Les Intégrales du Masque. », 1991, 1120 p. (ISBN 2-7024-2090-7, BNF 35476394) Ce volume omnibus réunit les romans suivants : Le Gouffre aux sorcières, Le Chapelier fou, Le Huit d'épées, Le Barbier aveugle, L'Arme à gauche
  - John Dickson Carr (auteur) et Joëlle Girardin (traducteur) (trad. de l'anglais), Le Chapelier fou [« The Mad Hatter Mystery »], Paris, Librairie des Champs-Élysées, coll. « Le Masque. Les Maîtres du roman policier. no 2108 », 1992, 284 p. (ISBN 2-7024-2301-9, BNF 35544540)

## Source bibliographique
- Roland Lacourbe, John Dickson Carr : scribe du miracle. Inventaire d'une œuvre, Amiens, Encrage, 1997, p. 47-48.

## Critique de Roland Lacourbe
- Roland Lacourbe affirme[1] que :

« (…) « Le Chapelier fou » reste une date dans la carrière de Carr : l'écrivain y démontre magistralement que le récit de mystère de structure traditionnelle peut fort bien s'accommoder — mieux : tirer profit ! — de l'insolite et de l'humour sans désamorcer pour autant un climat de terreur insidieuse savamment mise en place dès les premières pages. (…) »